# Neruda Volley
Il Neruda Volley è una società pallavolistica femminile italiana con sede a Bronzolo: milita nel campionato di Serie B2.

## Storia
Il Neruda Volley è stato fondato a Bronzolo nel 1978: partecipa quindi a campionati di livello regionale, ottenendo poi in due annate, dalla stagione 2002-03, due promozioni di seguito che la portano dalla Serie D alla Serie B2: disputa quindi il primo campionato nella quarta serie italiana nella stagione 2004-05, chiudendo però al penultimo posto e retrocedendo in Serie C.
Dopo sei annate trascorse in Serie C, ottiene una nuova promozione al termine della stagione 2010-11: nella stagione 2011-12 disputa nuovamente la Serie B2, chiusa a una posizione di metà classifica; tuttavia all'inizio della stagione successiva, acquista il titolo sportivo dalla Pallavolo Florens Vigevano ed accede in Serie B1: il primo posto al termine della regular season, consente alla squadra altoatesina di disputare i play-off promozione, venendo sconfitta in finale.
A causa del ritiro di alcune squadre, il Neruda Volley, viene ripescato in Serie A2, categoria nella quale esordisce nell'annata 2013-14: vince il primo trofeo nella stagione 2014-15 ossia la Coppa Italia di categoria, annata in cui ottiene anche la promozione in Serie A1 grazie al primo posto in classifica al termine della regular season.
Nella stagione 2015-16 partecipa quindi per la prima volta al massimo campionato italiano, ma a seguito dell'ultimo posto in classifica retrocede in Serie A2. Dopo una intenzione iniziale di dedicarsi esclusivamente all'attività giovanile, il club trova i fondi per proseguire la propria attività: cede il proprio titolo sportivo alla SAB Volley e acquista quello della LJ Volley e ottiene il diritto di partecipazione alla Serie A1 2016-17, qualificandosi per la prima volta sia alla Coppa Italia, eliminata nei quarti di finale, sia ai play-off scudetto eliminata agli ottavi di finale: al termine del campionato la società decide di non partecipare alla massima divisione, venendo ripescata in Serie B1. Nella stagione 2018-19 rinuncia anche alla Serie B1, venendo ripescata in Serie B2.

## Palmarès
- Coppa Italia di Serie A2: 1

2014-15